# Голівська сільська рада
| Головівська сільська рада — орган місцевого самоврядування у Верховинському районі Івано-Франківської області з адміністративним центром у с. Голови. Історична дата утворення: в 1940 році. 12 серпня 1952 р. Жаб'євський райвиконком ліквідував Замагурівську сільраду з приєднанням її до Головівської сільради. 15 вересня 2017 року Івано-Франківська обласна рада перейменувала у Верховинському районі Головівську сільську раду на Голівську. Водоймища на території, підпорядкованій даній раді: річка Біла Річка. Сільській раді підпорядковані населені пункти: - с. Голови - с. Чорна річка |

## Склад ради
Рада складається з 20 депутатів та голови.

### Керівний склад ради
| ПІБ                      | Основні відомості                                                                     | Дата обрання | Дата звільнення |
| ------------------------ | ------------------------------------------------------------------------------------- | ------------ | --------------- |
| Костюк Василь Васильович | Сільський голова, 1957 року народження, освіта, член Української Народної Партії      | 26.03.2006   | 31.10.2010      |
| Костюк Василь Васильович | Сільський голова, 1957 року народження, освіта вища, член Української Народної Партії | 31.10.2010   |                 |

Примітка: таблиця складена за даними джерела

## Населення
Згідно з переписом УРСР 1989 року чисельність наявного населення сільської ради становила 1936 осіб, з яких 943 чоловіки та 993 жінки.
За переписом населення України 2001 року в сільській раді мешкало 1939 осіб.

### Мова
Розподіл населення за рідною мовою за даними перепису 2001 року:
| Мова       | Відсоток |
| ---------- | -------- |
| українська | 99,95 %  |
| білоруська | 0,05 %   |